# Sonny Perdue
George Ervin "Sonny" Perdue III (ur. 20 grudnia 1946) – polityk amerykański, gubernator Georgii w latach 2003–2011.

## Życiorys
W 1971 uzyskał tytuł doktora medycyny weterynaryjnej na University of Georgia. Dwukrotnie pełnił funkcję gubernatora Georgii w latach 2003–2011. W 2017 został mianowany na Sekretarza Rolnictwa w gabinecie Donalda Trumpa. W 2019 ogłosił ustanowienie programu produkcji konopi przemysłowych w USA (wcześniej przez wiele lat zakazanych).

## Życie prywatne
Od 1972 jest żonaty z Mary, z którą ma dwóch synów i dwie córki.